# حرقة الفؤاد
حرقة الفؤاد والمعروفة أيضًا باسم الجَائِرُ، حرقة المعدة، حرقة القلب، الحرقان، أو عسر الهضم الحمضي، هو إحساس حارق في الصدر أو أعلى وسط البطن. عادة ما تكون حرقة الفؤاد ناتجة عن ارتجاع حمض المعدة (ارتجاع المعدة) إلى المريء. تعتبر أحد الأعراض الرئيسية لمرض الارتجاع المعدي المريئي.
الأوصاف الشائعة الأخرى للحرقة (إلى جانب الحرقة) هي التجشؤ، الغثيان، ألم، الطعن أو الإحساس بالضغط على الصدر. غالبًا ما يرتفع الألم في الصدر (خلف عظم القص مباشرةً) وقد ينتقل إلى الرقبة، الحلق أو زاوية الفك. نظرًا لأن الصدر يحتوي على أعضاء مهمة أخرى إلى جانب المريء (بما في ذلك القلب والرئتين)، من الممكن أن تكون ليست كل الأعراض المرتبطة بحرقة الفؤاد ذات طبيعة مريئية.
قد يشمل علاج حرقة الفؤاد الأدوية وتغيير النظام الغذائي. تشمل الأدوية مضادات الحموضة. قد تتطلب التغييرات في النظام الغذائي تجنب الأطعمة الغنية بالدهون، التوابل والنكهات الاصطناعية، الاستخدام الثقيل لمضادات الالتهاب غير الستيروئيدية، استهلاك الكحول بكثرة، وتقليل استهلاك النعناع. قد تساعد تغييرات نمط الحياة مثل إنقاص الوزن.

## المفهوم

المعدة وأجزاؤها:
1.المريء 2.الفؤاد 3.القاع 4.الغشاء المخاطي 5.الطبقة العضلية 6.طيات معدية 7.الجسم 8.الغار 9.البواب 10.العفج.

عسر الهضم يتضمن حرقه المعدة بالاضافه لعدد من الاعراض الأخرى  عسر الهضم يعرف احياناً بأنه خليط من الألم فوق المعدي وحرقه المعدة من الشائع ان يستخدم مفهوم حرقة الفؤاد بشكل متبادل مع الارتجاع المعوي المريئي بدلاً من يوصف فقط كعارض لحرقه في الصدر
تعود حرقة مدخل المعدة إلى الأكل الكثير ثم النوم أو الإستلقاء، فهذا الوضع المسطح يجعل الحمض المعوي يرجع جزئيا إلى المريء. ويتفاعل الحمض ويتآكل الجدار الداخلي للمريء عند مدخل المعدة، وبتكرار ذلك تسوء حالة تلك المنطقة.
فيجب شرب قليل من الماء بمجرد الشعور باسترجاع من المعدة. بذلك نصون جدار المريء من الحمض أولا بأول. ويجب الجلوس بعد الأكل وليس الاستلقاء أو النوم. (نحن نتحدث عن المنطقة 2 في الرسم)

## التشخيص التفريقي
تتشابه اعراض الذبحة الصدرية والأعراض المعدية المريئية ولذلك لأن القلب والمريء يتغذّيان من نفس العصب.
ونظرا للمخاطر الموجوده في فشل التشخيص للنوبه القلبيه فإن مرض القلب يجب ان يؤخذ في عين الاعتبار من البداية عند المرضى الذين يعانون من الم الذي لا تفسير له.
ومن الصعب التفريق بين المرض الذين يعانون من الم في الصدر متعلق بالارتجاع المريئي من اولئك الذين يتعلق هذا الالم في الصدر بامراض قلبيه. لأنه يمكن ان تشابه علامات واعراض كل حاله الأخر ولهذا يتطلب التشخيص المزيد من الفحوصات الطبيه كالتصوير اذ انه ضروري وملّح في مثل هذه الحالة.

### الامراض القلبية
من المحتمل ان تختلط اعراض وعلامات حرقه المعدة مع اعراض الالم المتعلق ب احتشاء العضة القلبيه الحاد والذبحة الصدرية وصف الم الحرقة يزيد من مخاطر متلازمه الشريان التاجي الحاده، ولكن لا يصل إلى قيمه دالّه احصائيه معتمدة من بين مجموعه من المرض الذين تقدمو للمستشفى بأعراض مرض الارتجاع القلبي المريئي، 0.6% كانت لها علاقه ب مرض القلب الاقفاري
نتائج فحوصات ما نسبته 30% من المرضى الذين يعانون من الم في الصدر والخاضعين لقسطره قلبيه لا تتعلق ب عدم الراحة في الصدر، وعادة ما يوصف هؤلاء بانهم يعانون بالم غير محدد في الصدر أو الم في الصدر من مصدر غير معروف وطبقاً للنتائج المسجلة بعدة دراسات معتمده على قياسات الاسعافيه للضغط ونسبه الحمض ان ما نسبته من 25% إلى 50% من هؤلاء المرضى يعانون من مرض الارتجاع المريئي المعدي غير الطبيعي.

### المريء
- ارتجاع المريء (السبب الأكثر شيوعًا للحموضة المعوية) يحدث عندما يرتد الحمض من المعدة ويؤدي إلى التهاب المريء[8]
- تقلصات المريء تحدث عادة بعد الأكل أو الشرب ويمكن أن تصاحبها صعوبة في البلع[22]
- تضيق المريء
- التهاب المريء - مرض يرتبط عادة بالأمراض التأتبية الأخرى مثل الربو، الحساسية الغذائية، الحساسية الموسمية والأمراض الجلدية التأتبية[23]
- تمزقات مالوري-فايس - تمزقات في الغشاء المخاطي السطحي للمريء والتي تتعرض لاحقًا لحمض المعدة بشكل شائع بسبب القيء و/أو التهوع[23]
- سرطان المريء

### المعدة
- مرض القرحة الهضمية[24] - يمكن أن يكون ثانويًا لعدوى الملوية البوابية (جرثومة المعدة) أو استخدام مضادات الالتهاب غير الستيروئيدية الثقيلة التي تضعف الطبقة المخاطية في المعدة. غالبًا ما يتفاقم الألم مع تناول الطعام
- سرطان المعدة

### الأمعاء
- القرحة المعوية - بشكل عام ثانوية للحالات الأخرى مثل عدوى الملوية البوابية أو سرطانات الجهاز الهضمي. غالبًا ما يتحسن الألم مع تناول الطعام
- التهاب الإثنا عشري - التهاب الأمعاء الدقيقة. قد يكون نتيجة عدة شروط

### البنكرياس
- التهاب البنكرياس - يمكن أن يكون مناعيًا ذاتيًا، بسبب حصوة المرارة التي تعيق التجويف، المتعلقة باستهلاك الكحول

### أمراض الدم
- فقر الدم الخبيث - يمكن أن يكون مناعيًا ذاتيًا، بسبب التهاب المعدة الضموري. يمكن ان تكون إحدى اعراض انزعاجات القناة الهضمية حرقة الفؤاد[25]

### الحمل
حرقة الفؤاد شائعة أثناء الحمل حيث تم الإبلاغ عنها في ما يصل إلى 80٪ من حالات الحمل. غالبًا ما يكون بسبب ارتجاع المريء وينتج عن استرخاء العضلة العاصرة للمريء السفلي (LES)، والتغيرات في حركة المعدة، و/أو زيادة الضغط داخل البطن. يمكن أن تكون بداية الأعراض خلال أي ثلاثة أشهر من الحمل.

### غير معروف السبب
الحموضة المعوية الوظيفية هي حرقة معدة مجهولة السبب. عادة ما يرتبط بحالات نفسية مثل الاكتئاب، القلق ونوبات الهلع. كما أنه يُلاحظ أيضًا مع اضطرابات الجهاز الهضمي الوظيفية الأخرى مثل متلازمة القولون العصبي وهو السبب الرئيسي لنقص التحسن بعد العلاج بمثبطات مضخة البروتون (PPIs). على الرغم من ذلك، لا تزال مثبطات مضخة البروتون هي العلاج الأساسي مع معدلات الاستجابة في حوالي 50 ٪ من الناس. وبالاعتماد على تشخيص هذه الحالة بالاعتماد على معايير روما يتضمن: اولًا: شعور بالحرقة وعدم راح في منطقه خلص القص. ثانيًا: استبعاد الذبحة الصدرية ومرض الارتجاع المعوي المريئي كمسببين. ثالثًا: عدم وجود أي اضطرابات حركيه للمريء. وجد ان الحرقة الوظيفيه موجوده عند ما نسبته 22.3% من الكنديين الذين اجرو الدراسة.

## نهج التشخيص
من الممكن ان تنتج حرقه الفؤاد نتيجه عدة ظروف والتشخيص التمهيدي لمرض الارتجاع الموي المريئي يعتمد على علامات وعوارض اضافيه. لألم الصدر الناتج من مرض الارتجاع المعوي المريئي شعور بالحرقة مميز، يحدث عادةً بد الاكل أو الليل، ويزداد سوءاً عندما يستلقي المريض على ظهره أو ينحني. وهو ايا شائع عند النساء الحوامل ومن الممكن ان يتحفز نتيجه تناول الطعام بكميات كبيره أو الطعام المحتوي على التوابل، أو الطعام المحتوي على الدهون بنسبه عاليه أو حمض بنسبه عالي. وللمريض ان يخضع لسلسله من التصوير بالاشعه للقسم العلوي من الجهاز الهضمي إذا تبين ان الم الصدر ناتج عن حرقه المعدة للتأكد من وجود ارتجاع لحمض سبب هذه الحرقة. حرقه المعدة أو الم الصدر بعد الاكل أو الشرب مع صعوبه اثناء البلع دل على تشجات في المريء

### كوكتيل الجهاز الهضمي
إذا خفت الاعراض بعد 5 ال 10 دقائق من اعطاء المريض لوائين أو مضادات الحموضة يزيد من الاشتباه بأن الالم مصدره المريء. ولكن هذا لا ينفي أو يستبعد ان السبب قد يكون له علاقه بالقلب لأن ما نسبته 10% من الحالات التي يرجع سببها إلى القلب تتحسن مع مضادات الحموضة

### الكيمياء الحيويه
مراقبه حموضه المريء: عن طريق وضع مسبار من الانف حتى المريء لتسجيل مقدار الحموضة في اسفل المريء. لأن درجه من التباين بمستوى الحمض طبيعي، وحالات ارجاع الحمض بشكل قليل شائعه، مراقبه حمض المريء يمكن ان تستخدم لتوثيق الارتجاع بشكل لحظي.

### الاليه
قياس الضغط: في هذا الفحص، مجس للضغط (مانويتر) يمرر عن طريق الفم نحو المريء ويقيس الضغط بالجزء السفلي من المريء عند العاصره الضاغطه مباشرةَ
التنظير: يمكن رؤيه الغشاء المخاطي المريئي عن طريق تمرير انبوب رفيع مضاء مزود بكاميرا صغيره يُعرف بالمنظار موصول عن طريق الفم لفحص المريء والمعدة. بهذه الطريقة، يمكن ان يتبين الدليل على وجود التهاب في المريء ويمكن اخد عينات للفحص عند الضرورة. وبما ان المنظار يسمح للطبيب بان يفحص بشكل نظري ومُشاهد الجهاز الهضمي فإن هذه الطريقة قد تساعد للتعرف على أي ضرر بالجهاز الهضمي لم يتمكن التعرف عليه بطريقة اخر
خزعة
إزالة عينة صغيره من نسيج المريء. ولنقوم بدراستها بعد ذلك للتأكد من وجود التهاب أو سرطان أو اية مشاكل اخر

## العلاج
لعلاج المشكله بشكل سريع يمكن أخذ مضادات الحموضة مثل كربونات الكالسيوم. والمزيد من العلاجات تعتمد على الاسباب الكامنه وراء حرقه المعدة. الادويه مثل مثبطات مضخه البروتون أو مضادات مستقبلات ال h2 تعتبر فعاله في حاله التهاب المعدة أو مرض الارتجاع المعوي المريئي، أهم سببين للاصابه بحرقه المعدة. مضادات البكتيريا تستخدم إذا وجد ان المسبب هو بكتيريا H.pylori (انظر التهاب المعدة).

## الوبائيات
ما نسبته 42% من سكان الولايات المتحده الامريكيه اصيبو بحرقه الفؤاد بسبب التصرف الخاطيء بعد تناول الطعام.

## اقرأ أيضاً
- عصارة هضمية
- حرقة المعدة (heartburn): اعراضها، انواعها، اسبابها، طرق العلاج والوقاية منها
- التهاب المعدة